# Hypothesis (album)
Hypothesis este un album al compozitorului grec Vangelis, compus în anul 1971 și scos în mod public în anul 1978. 
Albumul cuprinde inregistrări din cele câteva sesiuni susținute de compozitor in Marquee Studios din Londra, în primăvara anului 1971, alături de violonistul Miche Ripoche, chitaristul bass Brian Odger și toboșarul Tony Oxley. Din varii motive, înregistrările nu au fost făcute publice până în anul 1978 când casa de discuri Charly Records le-a publicat cu numele 'Hypothesis', alături de albumul The Dragon. Se pare că Vangelis nu și-a dat acordul pentru acest album întrucât a acționat în judecată casa de discuri care a scos produsul de pe piață. Cu toate acestea, numărul mare de albume deja vândute au consacrat definitiv albumul. 
Albumul a fost publicat și sub cu altă coperta, sub denumirea de 'Visions of the Future'. Conține improvizații muzicale instrumentale cu o puternică amprentă de jazz/fusion.Albumul nu a fost publicat niciodata sub formă de CD.

## Lista pieselor
- A: Hypothesis part 1 - 12:21
- B: Hypothesis part 2 - 16:15